# Malkohas
Die Malkohas sind Vögel aus der Familie der Kuckucksvögel, die zu der Unterfamilie der Buntschnabelkuckucke (Phaenicophaeinae) gehören. Ein TeilNacktstirnkuckuck wird der Gattung Phaenicophaeus zugeordnet. Der im Englischen gebräuchliche Begriff wird im Deutschen im Wesentlichen beim Nacktstirnkuckuck verwendet.

## Merkmale
Malkohas sind große Kuckucksvögel und in den Tropen Asiens beheimatet. Im Gegensatz zu vielen anderen Arten der Kuckucke sind sie keine Brutschmarotzer, sondern ziehen ihren Nachwuchs selbst groß. Sie sind Standvögel.

## Arten
Folgende Arten werden oder wurden zur Gattung Phaenicophaeus gezählt:
- Diardkuckuck (Phaenicophaeus diardi)
- Rotbauchkuckuck (Phaenicophaeus sumatranus)
- Grünschnabelkuckuck (Phaenicophaeus tristis)
- Blauringkuckuck (Phaenicophaeus viridirostris)
- Buntschnabelkuckuck (Phaenicophaeus calyorhynchus), (vormals), jetzt zur Gattung Rhamphococcyx gerechnet als Rhamphococcyx calyorhynchus[4]
- Schimmerkuckuck (Phaenicophaeus curvirostris)
- Nacktstirnkuckuck (Phaenicophaeus pyrrhocephalus)
- Rotbrauenkuckuck (Phaenicophaeus superciliosus), (vormals), jetzt zur Gattung Dasylophus gerechnet als Dasylophus superciliosus[5]
- Schuppenhalskuckuck (Phaenicophaeus cumingi), (vormals), jetzt eventuell zur Gattung Lepidogrammus gerechnet als Lepidogrammus cumingi[6]
- Mentawai-Schimmerkuckuck (Phaenicophaeus oeneicaudus)

Gleichfalls im englischen Sprachraum als Malkohas werden bezeichnet:
- Sirkarkuckuck (Sirkeer Malkoha) (Taccocua leschenaultii)
- Bubukuckuck (Raffles's Malkoha) (Rhinortha chlorophaea)
- Kastanienbauchkuckuck (Red-billed Malkoha) (Zanclostomus javanicus)